# (49440) Kenzotange
(49440) Kenzotange (1998 YP5) – planetoida z pasa głównego asteroid okrążająca Słońce w ciągu 5,51 lat w średniej odległości 3,12 j.a. Odkryta 21 grudnia 1998 roku.